# Ideenschrift
Eine Ideenschrift (veraltet auch Ideographie) ist eine Bilderschrift, in der die Darstellung eines gedanklichen Zusammenhangs durch bildhafte Symbole (Piktogramme) unabhängig von einer bestimmten Sprache erfolgt.

## Beispiel
Ernst Doblhofer nennt als Beispiel ein Bildzeichen (Piktogramm), das aus einem Kreis mit umgebendem Strahlenkranz besteht. Wenn dieses Zeichen nicht einfach nur „Sonne“ bedeutet, sondern für eine damit verbundene Idee wie zum Beispiel „Wärme“ oder „heiß“ steht, handelt es sich um ein Ideogramm, also um ein Zeichen einer Ideenschrift.

## Vorkommen von Ideenschriften
Solche Ideenschriften wurden schon im Paläolithikum entwickelt (siehe vor allem Földes-Papp 1987). Auch die neolithischen alteuropäischen Balkanschriften (zum Beispiel die sogenannte Vinča-Schrift, siehe Kuckenburg 2004) gehören zu dieser Kategorie. Neuere Beispiele dieses Typs sind die Schriftsysteme der sibirischen Jukagiren und der südchinesischen Naxi (Moso).